# Shokei Matsui
Akiyoshi (Shokei) Matsui, né le 15 janvier 1963, aussi connu sous son nom coréen de Moon Jang Gyu, est un maitre de karaté Kyokushinkai. Il est l'actuel directeur (Kancho) de l'International Karate Organization (IKO) dont Mas Oyama fut le fondateur.

## Biographie
Shokei Matsui commença le Kyokushin Karaté à l'âge de 13 ans. En 1976, il rejoignit le dojo Kita Nagare-Yama en Chiba dans la préfecture du Japon, où il obtient sa ceinture noire 1er dan. En 1980, Shokei Matsui se placera quatrième au 12e All Japan Open Karate Championship. Il n'avait que 17 ans à l'époque.